# Шамплен (міст, Оттава)
Міст Шамплен, (англ. Champlain Bridge,  фр. Pont Champlain) — міст, що перетинає річку Оттава приблизно за 5 км на захід від Парламентського пагорба, сполучаючи міста Оттава і Гатіно. Для обох міст це найзахідніший з мостів; наступна переправа — це пором Вест-Карлтон — Кюйон (West Carleton-Quyon).
Міст був споруджений у період 1924-1928 рр. за розпорядженням Комісії федерального округу (Federal District Commission), попередниці Національної столичної комісії, яка в даний час управляє мостом. Міст складається з 4 прольотів і проходить над островами Ріопель (Riopelle), Каннінгем (Cunningham) і Бет (Bate). Загальна довжина моста становить 1,1 км — таким чином, це найдовший з мостів через річку Оттава.
З боку провінції Онтаріо міст є продовженням шосе Айленд-Парк-драйв, і також з'єднаний з шосе Оттава-Рівер-парквей. З боку Квебека він з'єднується зі старим квебекським шосе 148, що прямує в напрямку сектора Елмер р. Гатіно, де шосе закінчується.
При перебудові моста додана третя транспортна смуга, реверсивна.
Міст названий на честь Самюеля де Шамплена, який організував переправу човнів через пороги на цій дільниці річки.